# 20.º distrito electoral de Chile
El vigésimo distrito electoral de Chile es uno de los veintiocho distritos electorales que conforman la República de Chile. Su territorio comprende la totalidad de la provincia de Concepción - con la excepción de la comuna de Lota, cuyo territorio se emplaza en el vigesimoprimer distrito electoral -, ubicada en la Región del Biobío. Fue creado en 2015 por medio de la ley 20.840, a partir de los antiguos distritos 43, 44 y 45. Con una población que, según el censo del año 2017, alcanza los 952.123 habitantes, elige ocho de los ciento cincuenta y cinco parlamentarios que integran la Cámara de Diputados de Chile.

## Composición
| Código | Comuna | Comuna              | Población (2017) |
| ------ | ------ | ------------------- | ---------------- |
| 08103  |        | Chiguayante         | 85 938           |
| 08101  |        | Concepción          | 223 574          |
| 08102  |        | Coronel             | 116 262          |
| 08104  |        | Florida             | 10 624           |
| 08112  |        | Hualpén             | 91 773           |
| 08105  |        | Hualqui             | 24 333           |
| 08107  |        | Penco               | 47 367           |
| 08108  |        | San Pedro de la Paz | 131 808          |
| 08109  |        | Santa Juana         | 13 749           |
| 08110  |        | Talcahuano          | 151 749          |
| 08111  |        | Tomé                | 54 946           |

## Representación
| 4 | 2 | 1 | 1 |

| 4 | 1 | 1 | 1 | 1 |

### Diputados
| Pactos y partidos políticos |
| --- |
| Chile Vamos La Fuerza de la Mayoría Convergencia Democrática Frente Amplio Chile Podemos + Partido Ecologista Verde Nuevo Pacto Social Partido de la Gente Apruebo Dignidad |

| Periodo | Diputado | Diputado                         | Diputado | Diputado | Diputado               | Diputado | Diputado | Diputado                 | Diputado | Diputado | Diputado             | Diputado          | Diputado | Diputado              | Diputado             | Diputado | Diputado                | Diputado                      | Diputado | Diputado                        | Diputado | Diputado | Diputado            | Diputado | Mandato                                 |
| ------- | -------- | -------------------------------- | -------- | -------- | ---------------------- | -------- | -------- | ------------------------ | -------- | -------- | -------------------- | ----------------- | -------- | --------------------- | -------------------- | -------- | ----------------------- | ----------------------------- | -------- | ------------------------------- | -------- | -------- | ------------------- | -------- | --------------------------------------- |
| LV      |          | Enrique Van Rysselberghe Herrera |          |          | Sergio Bobadilla Muñoz |          |          | Francesca Muñoz González |          |          | Leonidas Romero Sáez |                   |          | Félix González Gatica |                      |          | José Miguel Ortiz Novoa |                               |          | Gastón Saavedra Chandía         |          |          | Jaime Tohá González |          | 11 de marzo de 2018-11 de marzo de 2022 |
| LVI     |          | Marlene Pérez Cartes             |          |          | Sergio Bobadilla Muñoz |          |          | Francesca Muñoz González |          |          | Leonidas Romero Sáez | Eric Aedo Jeldres |          | Félix González Gatica | Roberto Arroyo Muñoz |          |                         | María Candelaria Acevedo Sáez |          | 11 de marzo de 2022-En el cargo |          |          |                     |          |                                         |

## Elecciones

### Elecciones parlamentarias de 2021
| Pacto                     | Pacto                   | Candidato/a               | Candidato/a            | Partido     | Partido |
| ------------------------- | ----------------------- | ------------------------- | ---------------------- | ----------- | ------- |
|                           | AA. Chile Podemos +     |                           | Sergio Bobadilla Muñoz |             | UDI     |
|                           | AA. Chile Podemos +     | Marlene Pérez Cartes      |                        | IND-UDI     |         |
|                           | AA. Chile Podemos +     | Paz Charpentier Rajcevich |                        | IND-UDI     |         |
|                           | AA. Chile Podemos +     | Leonidas Romero Sáez      |                        | RN          |         |
|                           | AA. Chile Podemos +     | Francesca Muñoz González  |                        | RN          |         |
|                           | AA. Chile Podemos +     | Claudio Etchevers Flores  |                        | RN          |         |
|                           | AA. Chile Podemos +     | Francesca Parodi Oppliger |                        | EVOPOLI     |         |
|                           | AA. Chile Podemos +     | Marco Loyola Quiroz       |                        | EVOPOLI     |         |
|                           | AA. Chile Podemos +     | Cristián Puentes Rivas    |                        | IND-EVOPOLI |         |
|                           | AB. Partido de la Gente |                           | Roberto Arroyo Muñoz   |             | PDG     |
| Verónica Núñez Barra      | AB. Partido de la Gente |                           | PDG                    |             |         |
| Walter Wojciechowski Zara | AB. Partido de la Gente |                           | PDG                    |             |         |
| Paola Cofré Villalobos    | AB. Partido de la Gente |                           | PDG                    |             |         |
| Andrés Carrera Oliveros   | AB. Partido de la Gente |                           | PDG                    |             |         |
| Rosalet Constanzo Otey    | AB. Partido de la Gente |                           | PDG                    |             |         |
| Antonio Silva Reyes       | AB. Partido de la Gente |                           | PDG                    |             |         |
| Josefa Bonilla Moreno     | AB. Partido de la Gente |                           | PDG                    |             |         |
| Mauricio Burgos Fernández | AB. Partido de la Gente |                           | PDG                    |             |         |
|                           | AH. Nuevo Pacto Social  |                           | Hugo Cautivo Baltierra |             | PS      |
| Patricio Fierro Garcés    | AH. Nuevo Pacto Social  |                           | PS                     |             |         |
|                           | AH. Nuevo Pacto Social  | Leocán Portus Urbina      |                        | IND-PPD     |         |
|                           | AH. Nuevo Pacto Social  | Natalia Araya Avilés      |                        | PR          |         |
| Camila Polizzi Fonceca    | AH. Nuevo Pacto Social  |                           | IND-PR                 |             |         |
|                           | AH. Nuevo Pacto Social  | Aldo Mardones Alarcón     |                        | PDC         |         |
| Eric Aedo Jeldres         | AH. Nuevo Pacto Social  |                           | PDC                    |             |         |
|                           |                         |                           |                        |             |         |